# Championnat de Pologne de football 2004-2005
La saison 2004-2005 de la Idea Ekstraklasa a débuté le 24 juillet 2004 et s'est terminée le 13 mai 2005.

## Les 14 équipes participantes
- Wisła Cracovie
- Dyskobolia
- Legia Varsovie
- Wisła Płock
- KS Cracovia
- Amica Wronki
- Górnik Łęczna
- Lech Poznań
- Pogoń Szczecin
- Polonia Varsovie
- Górnik Zabrze
- Zagłębie Lubin
- Odra Wodzisław Śląski
- GKS Katowice

## Classement[1]

### Top buteurs
- 25 - Tomasz Frankowski (Wisla Cracovie)
- 24 - Maciej Zurawski (Wisla Cracovie)
- 14 - Marek Saganowski (KP Legia Varsovie)
- 12 - Piotr Bania (KS Cracovie), Ireneusz Jeleń (Wisla Plock)
- 10 - Bartosz Slusarski (Groclin Dyskobolia Grodzisk Wielkopolski)